# 愛・夢・孤独
「愛・夢・孤独」（アイ・ム・ロンリー）は、日本のシンガーソングライター・山猿の4作目（通算6作目）のデジタルシングル。

## 概要
- 前作「180°」から約1ヶ月ぶりのデジタルシングル。
- 2作連続でのノンタイアップシングルとなった。
- レコチョク邦楽ヒップホップ/R&B/レゲエチャートにてデイリー首位を獲得。3作連続でのジャンル別デイリー首位を記録した[1]。

## 収録曲
| #  | タイトル         | 作詞 | 作曲           | 編曲       | ストリングスアレンジ | 時間 |
| -- | ---------------- | ---- | -------------- | ---------- | -------------------- | ---- |
| 1. | 「愛・夢・孤独」 | 山猿 | 山猿、生田真心 | 村カワ基成 | 立山秋航             | 4:24 |

### 解説
1. 愛・夢・孤独
タイトルは「アイムロンリー」と読む[1]。誰もが必ず抱く後悔をテーマに制作された[2]。

## 参加ミュージシャン
- 山猿：Vocal

Support Musician
- 村カワ基成：Track & Guitar
- 真部裕ストリングス：Strings

## 収録アルバム
- あいことば3
- 超あいことば -THE BEST-